# Герб Селижаровского района
Герб муниципального образования «Селижа́ровский район» Тверской области Российской Федерации.
Герб утверждён Постановлением № 135 Главы администрации Селижаровского района Тверской области 28 марта 1996 года.
Герб внесён в Государственный геральдический регистр Российской Федерации под регистрационным номером 122.

## Описание герба
« В лазоревом поле серебряный волнистый столб, соединённый с таким же тонким пониженным стропилом и мост в виде золотой. мурованной черным стены с четырьмя зубцами и тремя просветами, о трёх арках, положенных поверх прочих фигур так, что столб и половины стропила по его бокам проходят под разными арками моста».

## Обоснование символики
На гербе Селижаровского района представлены реки Селижаровка и Песочня, впадающие в Волгу там, где расположен посёлок Селижарово.
Автор герба: Владимир Лавренов.